# 布鲁萨斯科
布鲁萨斯科（意大利语：Brusasco），是意大利皮埃蒙特大区都灵省的一个市镇。人口1760(2010年12月31日)。